# Hagar l'Orribile
Hagar l'Orribile (Hägar the Horrible) è un personaggio dei fumetti ideato dal disegnatore Dik Browne nel 1973 e protagonista di una omonima serie a fumetti che venne continuata dal figlio Chris Browne. La visione di Dik Browne, come si firmava Richard, brillava forte e chiara: "cosa afferra l'occhio meglio di un tizio con le corna?". Hagar ha cominciato immediatamente su di un elenco impressionante di 200 quotidiani. La strip decollò presto e nel 1975 erano 600 a pubblicarla, nel 1976 ottocento e nel 1978 avevano passato i mille.

## Personaggi
- Hagar è un vichingo esasperato dal figlio, sfidato dalla figlia e scocciato dalla moglie. La sua vita quotidiana è avvelenata dai problemi del razziatore medio e costantemente interrotta da idioti lavoretti domestici. Hagar è il predone della classe lavoratrice che ha rimediato meno bottino in tutta la storia delle rapine. Mai destinato a diventare un despota conquistatore, Hagar è più felice con una bottiglia di birra medievale che con la responsabilità di un regno. È un vandalo poco produttivo con una traccia di pacifismo. È uno che abbaia senza mordere mai. Più di ogni altra cosa Hagar è uno che sopravvive. Attacca il mondo con energia rumorosa, ma è una persona gentile. Anche se la sua attività professionale è quella di terrorizzare il mondo civilizzato, non tratterebbe mai male sua moglie e cerca sempre per lei un abito della taglia giusta quando ha finito di saccheggiare una città. Chi non si identificherebbe con questo bistrattato guerriero che combatte contro le ingiustizie della vita? Hagar riesce a farci ridere della vita.
- Helga è la degna moglie del suo eroico marito. Hagar non avrebbe mai sposato una timidona sottile sottile. Helga è di Oslo, il che le dà radici più elitarie di Hagar, che è nato a Bergen, in Norvegia. Dicono che l'importanza di un capo vichingo la si vede dalla grandezza delle corna sul suo copricapo. Helga pare le abbia più grandi di Hagar, ma in genere i due si accordano su chi comanda in quale situazione.
- Honi è la figlia più grande. Ha sedici anni e ancora non si è sposata... una sciagura nel mondo vichingo. È indecisa tra la carriera di valchiria, in cui combattere draghi e raccogliere guerrieri caduti e quella di schiava di casa col lavoro eccessivo come la madre. Il suo pretendente, Liuto, il cantastorie, è l'unica salvezza da questo dilemma, ma aspettare che lui si decida potrebbe essere una faccenda senza fine. Nel frattempo si strugge per il Principe Azzurro, sapendo in cuor suo che nel paese dei barbari ci sono pochi uomini abbastanza sinceri per lei. E così ha i suoi intimi colloqui donneschi con la madre.
- Amleto è il secondogenito di Hagar. È pulito, studioso e nutre in cuore la segreta ambizione di essere il primo dentista vichingo. Tutte cose che creano al padre estremo imbarazzo. Ragazzo normale in un mondo pazzesco, Amleto è un ribelle passivo che aspetta l'avvento del XX secolo. Cerca però di capire il mondo del padre. Hagar è prodigo di consigli col figlio, ma la maggior parte del tempo è via a fare razzie e Amleto deve immaginarsi le cose per conto suo. Helga gli cuce etichette col suo nome in tutti i vestiti ed è molto comprensiva con i suoi problemi. La sua ragazza, Hernia, è una con cui giocare, ma è troppo maschiaccio. Così Amleto legge poesie, si stupisce alle meraviglie della sua epoca e pensa domande provocatorie da fare al padre quando ritorna.
- Eddie lo Sfigato è il miglior amico di Hagar. Debuttò sfavorevolmente come scandaglio umano. Da allora è stato colpito da arcobaleni, schiacciato da pesi di dieci tonnellate, e in genere ingiuriato, maltrattato, man mano che diventava il personaggio più popolare del gruppo. È l'unico che sa leggere, è colto, conosce le lingue straniere, non ha fortuna con le donne, ma pare gli vada molto bene con le sirene. Pare che Eddie lo Sfigato non sia il suo vero nome, che è invece celato per diversi motivi. In 3-26 Eddie confessa a Hagar di avere un nome di cui vergognarsi: Fortuitous Eduardo. Mentre in 8-16 afferma essere troppo difficile da pronunciare: Èåøxüçñžṗ.

## Altri media
Dal fumetto è stato tratto nel 1989 un unico speciale televisivo di animazione, Hägar The Horrible: "Hagar Knows Best", con Hagar doppiato da Peter Cullen, e un videogioco nel 1991, Hägar the Horrible.